# Carole Jane Beebe Tarantelli
Carole Jane Beebe vedova Tarantelli (Elizabeth, 12 luglio 1942) è una politica, psicoanalista e anglista statunitense naturalizzata italiana, vedova di Ezio Tarantelli, economista ucciso dalle Brigate Rosse nel 1985.

## Biografia
Carole Jane Beebe è nata e cresciuta negli Stati Uniti, dove ha conseguito un Bachelor of Arts in Lingue e letterature straniere moderne a Wellesley College, un Master of Arts all'Università del Michigan, e infine un PhD alla Brandeis University.
Nel 1970 si è trasferita in Italia, dove ha insegnato all'Università degli Studi di Macerata e all'Istituto Universitario Orientale di Napoli, prima di diventare professore associato alla Facoltà di Scienze umanistiche della Sapienza di Roma. Qui ha insegnato Letteratura inglese fino al pensionamento.
È anche psicoanalista, in particolare esponente della psicologia analitica.
Alle elezioni politiche del 1987 è stata eletta come indipendente nelle file del PCI alla Camera dei deputati nel collegio di Roma-Viterbo-Latina-Frosinone. Si iscrive al gruppo parlamentare Sinistra indipendente.
Verrà rieletta alle elezioni del 1992 per il Partito Democratico della Sinistra, diventano quindi membro del Consiglio Nazionale. In questa legislatura è stata inoltre vicepresidente della Commissione Affari Sociali della Camera dei Deputati
Alle elezioni del 1994 è stata candidata dall'Alleanza dei Progressisti nel collegio uninominale di Roma Trieste, nel quale è stata sconfitta da Publio Fiori, candidato del centrodestra. Risultata comunque eletta, si è iscritta al gruppo Progressisti-Federativo.
È stata membro della Direzione Nazionale del Partito Democratico.
Ha scritto articoli (su la Repubblica, Il Messaggero, Corriere della Sera, il manifesto, l'Unità) e libri sulla psicoanalisi e sulla letteratura inglese.

## Vita privata
Suo figlio Luca si è dedicato a mantenere viva la memoria di Ezio Tarantelli, ucciso quando lui aveva solo tredici anni, raccogliendo fonti di storia orale e pubblicando un libro nel quale cerca di ricostruire la figura paterna. Ha in questo modo contribuito ad arricchire la metodologia della narrazione di eventi traumatici, come hanno fatto altri figli di vittime del terrorismo italiano, combinando insieme il proprio vissuto con la ricostruzione storica degli eventi.

## Opere
- Autenticità e reciprocità, a cura di Luis J.Martin Cabré, Franco Angeli, 2016
- Ritratto di ignoto, Bulzoni editore, Roma, 1981